# يو إف سي ليلة القتال: دي راندامي ضد لاد
يو إف سي ليلة القتال: دي راندامي ضد لاد (بالإنجليزية: UFC Fight Night: de Randamie vs. Ladd)‏ هو حدث لفنون القتال المختلطة نظمته يو إف سي، أُقيم في 13 يوليو 2019، على غولدن 1 سنتر في ساكرامنتو، كاليفورنيا، الولايات المتحدة.